# Finally We Are No One
Finally We Are No One è il secondo album della band islandese múm, pubblicato il 20 maggio del 2002 dall'etichetta FatCat. Questo album è stato preceduto dal singolo Green Grass of Tunnel pubblicato il 29 aprile 2002.

## Tracce
1. Sleep/Swim – 0:50
2. Green Grass of Tunnel – 4:51
3. We Have a Map of the Piano – 5:19
4. Don't Be Afraid, You Have Just Got Your Eyes Closed – 5:43
5. Behind Two Hills,,,,A Swimmingpool – 1:08
6. K/Half Noise – 8:41
7. Now There's That Fear Again – 3:56
8. Faraway Swimmingpool – 2:55
9. I Can't Feel My Hand Any More, It's Alright, Sleep Still – 5:40
10. Finally We Are No One – 5:07
11. The Land Between Solar Systems – 11:58